# Campeonato Sul-Americano de Voleibol Feminino Sub-16 de 2019
O Campeonato Sul-Americano de Voleibol Feminino Sub-16 de 2019 será a quinta edição do Campeonato Sul-Americano de Voleibol Feminino Sub-16, organizado pela Confederación Sudamericana de Voleibol (CSV). Sediado na cidade de Callao, no Peru, a sua disputa dar-se-á  entre os dias 23 e 27 de outubro de 2019.

## Times
| Times                                          |
| ---------------------------------------------- |
| Bolívia · Chile · Colômbia · Paraguai · Peru · |

## Resultados
- Hora local (UTC-5).

### Dia 1
| Data   | Hora  |         | Placar |          | Set 1 | Set 2 | Set 3 | Set 4 | Set 5 | Total |
| ------ | ----- | ------- | ------ | -------- | ----- | ----- | ----- | ----- | ----- | ----- |
| 24 Out | 15:00 | Bolívia | 0–3    | Equador  | 23–25 | 20–25 | 23–25 |       |       | 66–75 |
| 24 Out | 17:00 | Peru    | 3–0    | Paraguai | 25–9  | 25–16 | 25–16 |       |       | 75–41 |

### Dia 2
| Data   | Hora  |         | Placar |          | Set 1 | Set 2 | Set 3 | Set 4 | Set 5 | Total  |
| ------ | ----- | ------- | ------ | -------- | ----- | ----- | ----- | ----- | ----- | ------ |
| 23 Out | 15:00 | Equador | 0–3    | Paraguai | 22–25 | 13–25 | 17–25 |       |       | 52–75  |
| 23 Out | 17:00 | Chile   | 3–2    | Bolívia  | 25–11 | 25–17 | 19–25 | 23–25 | 15–7  | 107–85 |

### Dia 3
| Data   | Hora  |       | Placar |          | Set 1 | Set 2 | Set 3 | Set 4 | Set 5 | Total |
| ------ | ----- | ----- | ------ | -------- | ----- | ----- | ----- | ----- | ----- | ----- |
| 25 Out | 15:00 | Chile | 3–0    | Paraguai | 25–17 | 25–13 | 25–17 |       |       | 75–47 |
| 25 Out | 17:00 | Peru  | 3–0    | Equador  | 25–17 | 25–8  | 25–7  |       |       | 75–32 |

### Dia 4
| Data   | Hora  |       | Placar |         | Set 1 | Set 2 | Set 3 | Set 4 | Set 5 | Total |
| ------ | ----- | ----- | ------ | ------- | ----- | ----- | ----- | ----- | ----- | ----- |
| 26 Out | 14:00 | Chile | 3–0    | Equador | 25–12 | 25–13 | 25–17 |       |       | 75–42 |
| 26 Out | 16:00 | Peru  | 3–0    | Bolívia | 25–14 | 25–18 | 25–20 |       |       | 75–52 |

### Dia 5
| Data   | Hora  |         | Placar |          | Set 1 | Set 2 | Set 3 | Set 4 | Set 5 | Total |
| ------ | ----- | ------- | ------ | -------- | ----- | ----- | ----- | ----- | ----- | ----- |
| 27 Out | 14:00 | Bolívia | 0–3    | Paraguai | 21–25 | 20–25 | 20–25 |       |       | 61–75 |
| 27 Out | 16:00 | Peru    | 0–3    | Chile    | 16–25 | 21–25 | 21–25 |       |       | 58–75 |

## Premiação
| \| Pos. \| Equipe \| \| ---- \| -------- \| \| 1 \| Chile \| \| 2 \| Peru \| \| 3 \| Paraguai \| \| 4 \| Equador \| \| 5 \| Bolívia \| - Most Valuable Player - Ana Erskine - Melhor Meio-de-rede 1 - Maria Denegri - Melhor Meio-de-rede 2 - Isidora Castillo - Melhor Oposta - Gabriela Chaparro - Melhor Levantadora - Elizabeth Bolivar - Melhor Ponta 1 - Ana Erskine - Melhor Ponta 2 - Alondra Alarcón - Melhor Líbero - Maria Abregu 1. |          |
| Pos. | Equipe   |
| 1 | Chile    |
| 2 | Peru     |
| 3 | Paraguai |
| 4 | Equador  |
| 5 | Bolívia  |